# Hrvatski katolički centar Gospe velikog hrvatskog zavjeta
Hrvatski katolički centar Gospe Velikog hrvatskog zavjeta ime je za katoličku misiju koja vrši službu na hrvatskom jeziku, i smješten je u sydneyskom predgrađu Blacktown. Centar su financirali hrvatski iseljenici iz NSW-a, i u sklopu centra nalazi se: crkvena zgrada, dva stana za svećenike, pastoralno-školski centar s dvoranom, betonirano parkiralište, velika vanjska kuhinja, bućalište, te prostrani park.

## Povijest
Zemlja za crkvu kupljena 1984. godine, a radovi su započeli 1985. godine pod upravom fra Josipa Švendia. U prvoj fazi igrađena je crkva, stan za svećenike i parkiralište što je stajalo $AUD1,4 milijuna (1985.), a građevinske poslove izvela je tvrtka McNamara. Započete radove 25. kolovoza 1985. godine posvetio parrammatski biskup Beda Heather. Crkva je posvećena od biskupa Heather i tadašnjeg zagrebačkog pomoćnog biskupa Mije Škvorca. Pod upravom fra Tonija Mutnika, 1990. godine počinje izgradnja pastoralnog i školskog centra, ova zgrada je bila završena 1991. godine, a zgradu je posvetio biskup Heather na svećanom otvorenju koje je održano 24. studenog 1991. godine.

## Pastorani djelatnici
- fra Josip Anthony Kešina (predvoditelj misije)

## Vanjske poveznice
- Povijest: Crkva i pastoralni centar Gospe Velikog hrvatskog zavjeta u Blacktownu (hrvatski)